# Aristide Pozzali
Aristide Pozzali (ur. 12 października 1931 w Cremonie, zm. 16 stycznia 1979 tamże) – włoski pięściarz. Mistrz Europy w wadze muszej w 1951. Reprezentant kraju podczas Igrzysk Olimpijskich 1952 w Helsinkach.
Na igrzyskach w Helsinkach wystąpił w turnieju wagi muszej. Najpierw wygrał z Irlandczykiem Ando Reddym, a następnie przegrał z Anatolijem Bułakowem z ZSRR. 